# Qu'est-ce que le vivant ?
Qu'est-ce que le vivant ? est le cinquante-troisième traité des Ennéades, et premier livre de la première Ennéade qui traite de morale, rédigé par Plotin à la fin de sa vie. Il y est question du rapport entre l'âme et le corps - des épreuves des passions, de la possession des idées - et de la responsabilité qui est incombée par ce rapport-ci. Le traité suppose donc que le fait des affections, de l'âme, et des rapports qui peuvent exister entre les parties corporelles et incorporelles qui constituent l'homme, conditionnent la réflexion éthique.

## Contexte
Le cinquante-troisième traité est l'avant dernier traité rédigé par Plotin, alors même que son disciple Porphyre, celui qui organisa l'œuvre de Plotin, a déjà quitté Rome. Ce traité a pour particularité d'avoir été choisi pour être le tout premier livre des Ennéades. Porphyre, dans la Vie de Plotin, du fait qu'il pensait que attentions éthiques étaient de la meilleure introduction à la philosophie, classa le traité dans la première partie de l'œuvre. Pour cette raison, Porphyre devait penser que le présent traité était le plus simple.

Le traité s'inscrit philosophiquement dans la nécessité de rechercher la signification des termes qui qualifient le vivant ; nécessité déjà pointée dans le précédent traité, Si les astres agissent :
« Qu’y a-t-il de mêlé, qu’y a-t-il de pur dans l’âme ? Quelle partie de l’âme est séparable, quelle partie ne l’est pas tant que l’âme est dans un corps ? Qu’est-ce que l’animal ? Voilà ce que nous aurons à examiner plus tard dans une autre discussion ; car on n’est point d’accord sur ces points . »

## Contenu
Pour Plotin, le vivant résulte de la présence d'une âme dans un corps. Toutefois, si nous sentons et sommes stimulés par le sensible, ce n'est pas l'âme en elle-même, "seule" et séparée, qui est sujette aux affections. Les affections viennent de la vie corporelle. Et pourtant, l'âme doit être liée à la corporalité, du fait que celle-ci peut être pensée et jugée, comprise, et donc intentionnée.
Cette réflexion a bien une portée éthique, dans la mesure où, si l'âme est impassible, alors il devient difficile de lui attribuer un possible mal ; si elle ne peut faire le mal, alors il devient difficile de penser le rapport avec le corps. Ce mal doit par ailleurs exister, autant dans l'univers que chez les individus - chose constatée dans Que sont les maux et d’où viennent-ils ?, cinquante-et-unième traité des Ennéades. La réflexion de Plotin consiste à montrer que cet apparent paradoxe ne subsiste pas vraiment, et qu'il peut y avoir à la fois impassibilité, à la fois responsabilité morale. Cela est possible dans la mesure où il existe dans l'âme une partie divine, et une autre qui tend à la confrontation avec la matière ; âme qui se détermine elle-même alors, ou bien à la soumission au matériel, et donc à ce qu'elle n'est pas, ou bien à la fuite du sensible pour l'intelligible, et donc à la purification.
L'âme ainsi, n'est pas faillible en tant que telle, mais seulement dans la mesure où le vivant l'est. Celui-ci amène au mal, car il consiste d'une composition, et donc d'une imperfection. Ainsi, la condition de possibilité qui permet de penser à la fois l'âme comme responsable, et l'âme comme impassible, tient du fait de la distinction entre le vivant et l'âme elle-même. C'est par ailleurs grâce à cette conception de l'homme que l'idée de la philosophie comme purification est permise, car il n'y aurait aucun sens à une purification s'il n'y avait pas en nous du vice ou de l'impureté, comme le montrait le traité Sur l'impassibilité des incorporels ; possibilité de purification qui donne donc sens à la philosophie.
Cette réflexion amène donc à la question de l'identité de l'homme. Qui est-il ? De fait, le sujet de la philosophie comme purification, comme il doit être quelque chose de faillible, ne peut pas être l'âme - celle-ci en effet, ne peut se purifier, car déjà parfaite. Ce que nous sommes doit être ainsi plus mobile et multiple que ne peut l'être l'âme. Cette identité, argumentée au chapitre sept, doit être, en outre, un certain rapport entre l'âme et le corps.

### Plan détaillé du traité
Le traité est organisé en trois temps. Il y est d'abord question du composé qui est dit vivant, nécessairement formé par un corps et une puissance de l'âme, en tant qu'il est sujet de sensation (chap. 1-7, 6). Puis le traité interroge ce que nous sommes essentiellement (chap. 7, 6-8). Enfin, il est écrit à propos de notre responsabilité éthique (chap. 9-13).
Chap. 1. Quel est le sujet de la sensation ?
Chap. 2-4. Examen et réfutation de trois réponses : (1) L'âme elle-même ; (2) l'âme faisant usage du corps ; (3) l'âme entrelacée ou mélangée au corps.
Chap. 5. Qu'est-ce qu'un vivant ? Définition du vivant et examen des difficultés relatives aux affections du composé.
Chap. 6-7, 6. Comment l'âme donne aux corps des puissances psychiques.
Chap. 7, 6-fin. Pourquoi et comment "nous" avons des sensations, des opinions, des raisonnements, et des intellections.
Chap. 8, 1-8. Pourquoi et comment nous possédons l'Intellect et les formes intelligibles.
Chap. 8, 8-13. Comment nous possédons l'Intellect et le dieu.
Chap. 10-12. Ce que nous sommes et ce dont nous sommes responsables.
Chap. 13. Comment l'âme et l'Intellect nous appartiennent.

## Extraits
- Sur les différentes parties de l'âme en l'homme :

« Si maintenant on nous demande comment il se fait que nous sentions, nous répondrons : c'est que nous ne sommes pas séparés de la nature animale, bien qu'il y ait en nous des principes d'un genre plus élevé qui concourent à former l'ensemble si complexe de la nature humaine. Quant à la faculté de sentir qui est propre à l'âme, elle ne doit pas percevoir les objets sensibles eux-mêmes, mais seulement leurs formes, imprimées à l'animal par la sensation. Car ces formes ont déjà quelque chose de la nature intelligible : la sensation extérieure propre à l'animal n'est en effet que l'image de la sensation propre à l'âme, sensation qui, par son essence même, est plus vraie, plus réelle, puisqu'elle consiste à regarder seulement des images en restant impassible. C'est à ces images, au moyen desquelles l'âme a seule le pouvoir de diriger l'animal, c'est, disons-nous, à ces images que s'appliquent le raisonnement, l'opinion, la pensée, qui nous constituent principalement. Les facultés précédentes sont nôtres sans doute; mais nous, nous sommes le principe supérieur qui d'en haut dirige l'animal. Rien n'empêchera cependant de donner au tout le nom d'animal; mais dans ce tout, il faudra distinguer une partie inférieure, qui est mêlée au corps, et une partie supérieure, qui est l'homme véritable. La première [l'âme irraisonnable] constitue la bête, le lion, par exemple; la deuxième est l'âme raisonnable, qui constitue l'homme : dans tout raisonnement, c'est nous qui raisonnons, parce que le raisonnement est l'opération propre de l'âme. »
- Sur l'infaillibilité de l'âme, et le fait que le péché ne peut provenir que de l'extérieur de celle-ci :

« Si l'âme ne peut pécher, comment se fait-il qu'elle soit punie ? Cette opinion est en complet désaccord avec la croyance universellement admise que l'âme commet des fautes, qu'elle les expie, qu'elle subit des punitions dans les enfers et qu'elle passe dans de nouveaux corps. Quoiqu'il semble nécessaire d'opter entre ces deux opinions, peut-être pourrait-on montrer qu'elles ne sont pas incompatibles. En effet, quand on attribue à l'âme l'infaillibilité, c'est qu'on la suppose une et simple, en identifiant l'âme et l'essence de l'âme. Quand on la dit faillible, c'est qu'on la suppose complexe, et qu'on ajoute à son essence une autre espèce d'âme qui peut éprouver les passions brutales. L'âme ainsi conçue est un composé, résultant d'éléments divers : c'est ce composé qui éprouve des passions, qui commet des fautes; c'est lui aussi, et non l'âme pure, qui subit les châtiments. C'est de l'âme considérée dans cet état que Platon dit : « Nous voyons l'âme comme nous voyons Glaucus, le dieu marin. » Et il ajoute : « Celui qui veut connaître la nature de l'âme elle-même doit, après l'avoir dépouillée de tout ce qui lui est étranger, considérer surtout en elle son amour pour la vérité, voir à quelles choses elle s'attache et en vertu de quelles affinités elle est ce qu'elle est. » Sa vie et ses actes sont donc autre chose que ce qui est puni, et séparer l'âme, c'est la détacher, non seulement du corps, mais aussi de tout ce qui a été ajouté à l'âme. »
- Sur le principe qui acte dans la recherche philosophique :

« XIII. Enfin, quel est le principe qui fait toutes ces recherches? Est-ce nous? Est–ce l'âme? C'est nous, mais au moyen de l'âme. S'il en est ainsi, comment cela se fait-il? Est–ce nous qui considérons l'âme parce que nous la possédons, ou bien est–ce l'âme qui se considère elle–même ? C'est l'âme qui se considère elle-même. Pour cela, elle n'aura nullement à se mouvoir, ou bien, si on lui attribue le mouvement, il faut que ce soit un mouvement qui diffère tout à fait de celui des corps, et qui soit sa vie propre. 

L'intelligence aussi est nôtre, mais en ce sens que l'âme est intelligente: la vie intellectuelle est pour nous une vie supérieure. L'âme jouit de cette vie soit quand elle pense les objets intelligibles, soit quand l'intelligence agit sur nous. L'intelligence est à la fois une partie de nous-mêmes, et une chose supérieure à laquelle nous nous élevons. »